# Sevah
Sevah (persiska: سِوِه, سوه) är en ort i Iran.   Den ligger i provinsen Chahar Mahal och Bakhtiari, i den centrala delen av landet, 400 km söder om huvudstaden Teheran. Sevah ligger 1 981 meter över havet och antalet invånare är 125.
Terrängen runt Sevah är huvudsakligen bergig, men den allra närmaste omgivningen är kuperad. Runt Sevah är det glesbefolkat, med 14 invånare per kvadratkilometer. Närmaste större samhälle är Sar Şāleḩ Kūtāh, 0,39 km nordost om Sevah. Trakten runt Sevah består i huvudsak av gräsmarker.